# Every Single Day
Singles de Benassi Bros & Dhany
Rocket in The Sky
(2005)
Every Single Day est une chanson de Benassi Bros, sorti le 25 juillet 2005, en collaboration avec la chanteuse italienne Dhany.

## Liste des pistes
CD-Maxi
- 1. Every Single Day (Radio Edit)	3:34
- 2. Every Single Day (Original Extended)	5:27
- 3. Every Single Day (Club Version)	6:41

## Classement par pays
| Pays           | Meilleure position |
| -------------- | ------------------ |
| Finlande       | 9                  |
| France         | 23                 |
| Suisse         | 97                 |
| France Club 40 | 4                  |